# Виталий (Щепетев)
Епископ Виталий (в миру Василий Михайлович Щепетев; кон. XVIII века, Одоев, Тульская губерния — 29 января 1846, Кострома) — епископ Русской православной церкви, епископ Костромской и Галичский.

## Биография
Родился в семье священника Михаила Ивановича Щепетева (1773—1855), служившего в городе Одоев Тульской губернии.
После окончания Тульской духовной семинарии, с 1819 по 1823 год учился в Санкт-Петербургской духовной академии, которую окончил со степенью магистра. По воспоминаниям студенческого товарища по академии Самчевского, Василий был «одним из даровитейших и успешнейших студентов своего курса, хотя кончил и не первым студентом» по причине слабого здоровья.
В 1823 году, по окончании академии, назначен инспектором, профессором, а вскоре и ректором Московской духовной семинарии, в которой служил в течение десяти лет. С 1827 года — архимандрит Заиконоспасского ставропигиального монастыря.
8 июня 1833 года назначен ректором Санкт-Петербургской духовной академии и архимандритом Пафнутиева Боровского монастыря.
Как отмечал Ростиславов: «В умственном отношении он был много выше своих предшественников, любил заниматься не одним богословием, но и отчасти светской литературой, а административной частью занимался и усердно и толковито». Будучи ректором Санкт-Петербургской духовной академии, редактировал журнал «Христианское чтение».
В течение всей жизни владыка Виталий обладал слабым здоровьем. «С февраля истекшего года, — писал Преосвященный Виталий своему другу архимандриту Филадельфу, — и до мая я лежал на смертном одре. Да и теперь, при дурной погоде, принужден бываю ложиться на тот же одр. Разумные люди находят, что во чреве моем заключен источник воды, только не живой, которую, как ни силятся выгнать, однако же не могут. Говорят, что очень опасно, когда смерть сидит на носу, а от чрева до носа путь не далек. Не желая умереть в Питере, просился отпустить меня в Боровский (то есть Пафнутьев монастырь): так нет, не пускают. О, кто даст мне крыле, яко голубине?» (о. Виталий числился настоятелем Пафнутьева монастыря, но за него управлял обителью простой иеромонах).
Начальство дорожило этим «умным человеком с твердым характером, практическим тактом, довольно скромным, умевшим быть ласковым и вежливым, хладнокровным и спокойным», — писал Семчевский. Такая выработка характера принадлежала Московскому первосвятителю Филарету (Дроздову), под начальством которого Преосвященный Виталий служил десять лет.
23 июня 1837 года наречен, а 27 июня хиротонисан во епископа Дмитровского, викария Московской епархии.
14 ноября 1842 года перемещён в Костромскую епархию.
11 августа 1845 года по болезни уволен на покой в Симонов монастырь и назначен присутствующим в Московской синодальной конторе, но не успел туда приехать.
Скончался 29 января (10 февраля) 1846 года в Костромском Ипатьевском монастыре, где и был погребён — в церкви праведного Лазаря.

## Сочинения
- Слово в Великий Пяток, произнесенное в Александро-Невской лавре. — СПб., 1835.
- Речь по произнесении торжественного обета принявшего звание сердобольных вдов в церкви святой Марии Магдалины, что во вдовьем доме. Москва. 6 декабря 1839 года.
- Наставление о производстве следствий // Письма митрополита Московского Филарета к преосвященному Виталию, епископу Дмитровскому, викарию Московской епархии (1827—1842 гг.). — М., 1887. — С. 14.
- Два письма архимандрита Виталия Щепетова к архимандриту Филадельфу Пузыне // Русский архив. — Кн. 1. — 1898. — С. 304—310.